# Holany
Holany (deutsch Hohlen) ist eine Minderstadt im Okres Česká Lípa in der Region Liberec im Norden der Tschechischen Republik. Sie liegt im Tal des Bobří potok (Bieberbach) am Holanský rybník (Hohlener Teich) etwa neun Kilometer südwestlich von Česká Lípa (Böhmisch Leipa). Südlich von Holany erstreckt sich die Daubaer Schweiz, nordwestlich das Böhmische Mittelgebirge.

## Geschichte

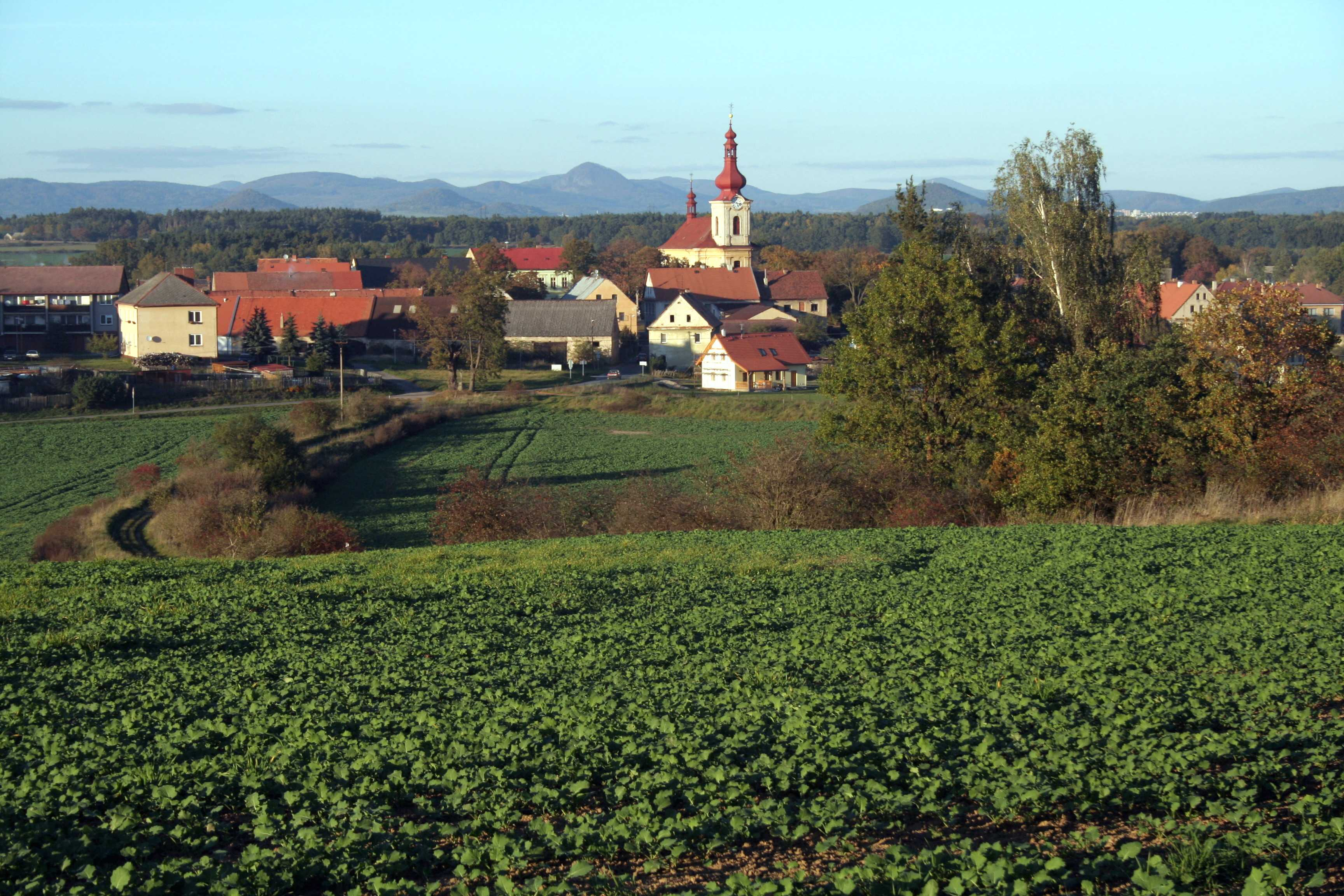
Blick auf Holany von Süden (2007)

Schon nach der Form der Bezeichnung reiht sich Holany  in die ältesten slawischen Siedlungen im Bezirk Česká Lípa ein. Seine erste schriftliche Erwähnung findet sich Mitte des 14. Jahrhunderts, als Holany den Bergern gehörte. Die damals errichtete Kickelsburg fiel im 15. Jahrhundert wüst. Mitte des 15. Jahrhunderts kam der Ort als Teil der Rybnov-Güter in den Besitz der Wartemberger. Diese Adeligen vereinigten im 16. Jahrhundert durch Käufe das Gebiet um Česká Lípa zu den Gütern Nový zámek und hatten ihren Sitz auf Schloss Zahrádky.
Holany war wegen seiner günstigen Lage ein Marktort. Die Quellen bezeichnen es als Städtchen, obwohl die Einwohnerzahl nie viel höher als 500 war. Sein Niedergang zu einem Dorf begann mit der Schließung der Märkte nach dem Bau der neuen Straßen zu Beginn des 19. Jahrhunderts und war durch den Brand 1863 besiegelt. Die Einwohner lebten von Kleinhandwerken, der Landwirtschaft, hauptsächlich Hopfenbau für den Export, Teichwirtschaft und Obstbau. 

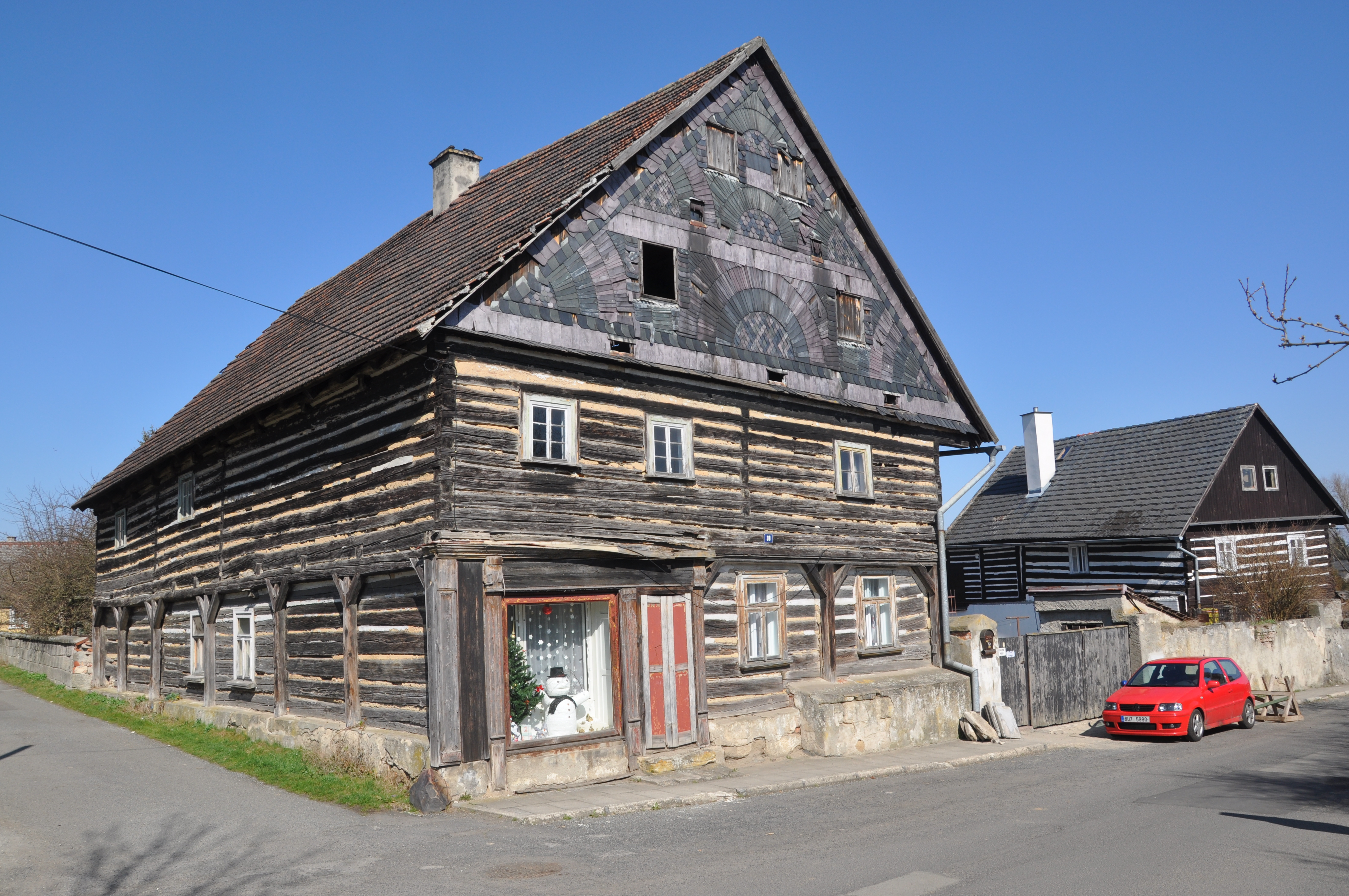
Umgebindehaus Nr. 38 (2025)

Herausragend in der Geschichte des Ortes ist der Bauernaufstand aus dem Jahr 1680. Ab Mitte des 19. Jahrhunderts gehörte die Gemeinde zum Gerichtsbezirk Böhmisch Leipa bzw. zum Bezirk Böhmisch Leipa.
Vor der Münchner Konferenz fand in Hohlen am 28. August 1938 eine Verbrüderungsfeier von Tschechen und antifaschistisch gesinnten Deutschen statt, die in ihrer Bedeutung über die Grenzen des Bezirks hinausging. Ein Gedenkstein erinnert daran.
Im Ort befindet sich eine architektonisch wertvolle Barockkirche aus dem Jahr 1785 und zahlreiche, unter Denkmalschutz stehende Bauten der Volksarchitektur.
Im Jahr 2006 wurde der Gemeinde der Status eines Městys verliehen.

## Gemeindegliederung
Die Gemeinde Holany besteht aus den Ortsteilen Holany (Hohlen),  Hostíkovice (Hospitz), Loubí (Lauben),  Oslovice (Wasslowitz) und  Rybnov (Rübenau). Zu Holany gehört zudem die Einschicht Sádky. Grundsiedlungseinheiten sind Holany, Hostíkovice, Loubí und Oslovice.
Das Gemeindegebiet gliedert sich in die Katastralbezirke Holany und Loubí pod Vlhoštěm.